# Puchar Polski (województwo pomorskie) w piłce nożnej mężczyzn (2021/2022)
W sezonie 2021/2022 Puchar Polski na szczeblu regionalnym w województwie pomorskim składał się z 4 rund, w której uczestniczyło 16 zespołów: 10 z OPP Gdańsk, 2 z OPP Malbork oraz 4 z OPP Słupsk. Rozgrywki miały na celu wyłonienie zdobywcy Regionalnego Pucharu Polski w województwie pomorskim i uczestnictwo na szczeblu centralnym Pucharu Polski w sezonie 2022/2023.

## Uczestnicy
| III liga | IV liga | klasa okręgowa                                               | klasa A                          |
| --- | --- | ------------------------------------------------------------ | -------------------------------- |
| - Stolem Gniewino - OPP Gdańsk - Bałtyk Gdynia - OPP Gdańsk - KP Starogard Gdański - OPP Gdańsk - GKS Przodkowo - OPP Gdańsk | - Lechia II Gdańsk - OPP Gdańsk - Gedania Gdańsk - OPP Gdańsk - Jaguar Gdańsk - OPP Gdańsk - Wierzyca Pelplin - OPP Gdańsk - Grom Nowy Staw - OPP Malbork - Bytovia Bytów - OPP Słupsk - Pogoń Lębork - OPP Słupsk - Sparta Sycewice - OPP Słupsk - Gryf Słupsk - OPP Słupsk | - Wisła Tczew - OPP Gdańsk - Pomezania Malbork - OPP Malbork | - Gryf II Wejherowo - OPP Gdańsk |

## 1/8 finału
Pary 1/8 finału rozlosowano 4 listopada 2021 roku, natomiast mecze rozegrano 20 i 27 kwietnia 2022 roku.
| 20 kwietnia 2022 | Lechia II Gdańsk                                                                                               | 6:1   | Stolem Gniewino      |  |
| 15:00            | 6' Bartosz Brylowski · 33' Filip Koperski · 52', 56' Omran Haydary · 70' Tomasz Neugebauer · 85' Mateusz Sadło | (2:0) | 61' Wiktor Patrzykąt |  |

| 20 kwietnia 2022 | Pomezania Malbork     | 1:2   | GKS Przodkowo                            |  |
| 17:30            | 45' Robert Wesołowski | (1:1) | 19' Łukasz Skierka · 59' Miłosz Waszczuk |  |

| 20 kwietnia 2022 | Pogoń Lębork | 0:3   | Bałtyk Gdynia                                                  |  |
| 17:30            |              | (0:0) | 71' Oktawian Skrzecz · 81' Michał Marczak · 90' Igor Jankowski |  |

| 20 kwietnia 2022 | Bytovia Bytów                                                            | 3:2   | KP Starogard Gdański                      |  |
| 18:00            | 4' Bartłomiej Chojnacki · 47' Wołodymyr Kajdrowycz · 66' Artur Rzepiński | (1:2) | 17' Serhij Napołow · 36' Daniel Sławiński |  |

| 27 kwietnia 2022 | Gryf Słupsk         | 1:2   | Wierzyca Pelplin                       |  |
| 16:00            | 26' Oskar Zieliński | (1:1) | 27' Maciej Meler · 50' Michał Alaburda |  |

| 27 kwietnia 2022 | Grom Nowy Staw         | 1:3   | Gedania Gdańsk                            |  |
| 17:00            | 35' Dariusz Staniaszek | (1:0) | 52' Adam Duda · 64', 75' Mateusz Borowski |  |

| 27 kwietnia 2022 | Gryf II Wejherowo | 3:0 (wo.) | Sparta Sycewice |  |
| 17:00            |                   |           |                 |  |

| 27 kwietnia 2022 | Wisła Tczew          | 1:3   | Jaguar Gdańsk                                                    |  |
| 17:30            | 40' Mateusz Szmukała | (1:2) | 3' Klaudiusz Filas · 24' Kacper Świątek · 85' Paweł Rzepnikowski |  |

## 1/4 finału
Pary ćwierćfinałowe zostały rozlosowane 29 kwietnia 2022 roku, natomiast mecze rozegrano 18 maja tegoż roku.
| 18 maja 2022 | Lechia II Gdańsk  | 1:5   | Jaguar Gdańsk |  |
| 15:00        | 59' Omran Haydary | (0:1) | 29' Paweł Rzepnikowski · 47' Maciej Gaszka · 68' Daniel Mikołajewski · 72' Łukasz Swacha-Sock · 89' Szymon Rychłowski |  |

| 18 maja 2022 | Gryf II Wejherowo | 0:1 (pd.) | Bałtyk Gdynia       |  |
| 17:00        |                   | (0:0)     | 104' Igor Jankowski |  |

| 18 maja 2022 | Wierzyca Pelplin                         | 2:0   | Bytovia Bytów |  |
| 17:30        | 56' Fabian Urbański · 90' Radosław Klohs | (0:0) |               |  |

| 18 maja 2022 | Gedania Gdańsk                                          | 3:1   | GKS Przodkowo         |  |
| 18:00        | 9' Wojciech Zyska · 39' Adam Duda · 57' Kamil Kankowski | (2:1) | 23' Maksym Zełenewycz |  |

## 1/2 finału
Mecze półfinałowe rozegrane zostały 8 czerwca 2022 roku.
| 8 czerwca 2022 | Jaguar Gdańsk                                              | 3:1   | Gedania Gdańsk       |  |
| 17:00          | 15' Maciej Gaszka · 18' Roman Załow · 68' Kacper Bladowski | (2:1) | 43' Mateusz Borowski |  |

| 8 czerwca 2022 | Wierzyca Pelplin | 0:5   | Bałtyk Gdynia                                                                         |  |
| 17:30          |                  | (0:2) | 10' Oktawian Skrzecz · 23' Mateusz Gułajski · 50', 60' Michał Marczak · 80' Jan Bożym |  |

## Finał
Mecz finałowy rozegrany został 22 czerwca 2022 roku. W nim Bałtyk Gdynia pokonał Jaguar Gdańsk, dzięki czemu wygrał on Regionalny Puchar Polski w woj. pomorskim i uzyskał możliwość gry na szczeblu centralnym Pucharu Polski w sezonie 2022/2023.
| 22 czerwca 2022 | Jaguar Gdańsk                                   | 3:4 (pd.) | Bałtyk Gdynia                                                         |  |
| 19:00           | 50' Klaudiusz Filas · 70', 90' Jacek Jadanowski | (0:2)     | 9', 29' Michał Marczak · 87' Marcel Brodnicki · 106' Mateusz Gułajski |  |